# جانی موریس (بازیکن فوتبال)
جانی موریس (انگلیسی: Johnny Morris؛ ۲۷ سپتامبر ۱۹۲۳ – ۶ آوریل ۲۰۱۱) یک بازیکن فوتبال بود. 